# Sphingicampa occlusa
Sphingicampa occlusa är en fjärilsart som beskrevs av Paul Dognin 1916. Sphingicampa occlusa ingår i släktet Sphingicampa och familjen påfågelsspinnare. Inga underarter finns listade i Catalogue of Life.